# Histoire des Juifs à Radomsko
L'histoire des Juifs à Radomsko (en yiddish: ראדאמסק  - Radomsk) commence relativement tard par rapport aux autres communautés juives de Pologne. Ils n'ont droit de s'installer en ville qu'à partir de la fin du XVIIIe siècle. Très rapidement ils forment jusqu'à la moitié de la population totale de la ville, et sont un atout majeur dans le développement économique de celle-ci. La communauté juive est anéantie lors de la Seconde Guerre mondiale. Il n'y a plus de communauté juive aujourd'hui à Radomsko. 
Radomsko est une ville de Pologne chef-lieu du powiat de Radomsko de la voïvodie de Łódź. La ville est située à environ 85 km au sud de Łódź.et compte actuellement un peu plus de 45 000 habitants. 

## Histoire de la communauté juive

### Les débuts de la communauté juive jusqu'à la Première Guerre mondiale
Radomsko obtient le privilège de non tolerandis Judaeis en 1643 du roi Ladislas IV Vasa, interdisant aux Juifs de s'installer en ville. Ce privilège reste en vigueur jusqu'au troisième partage de la Pologne en 1795. Malgré cela, les Juifs se sont installés dans les villages alentour, propriétés de la noblesse. Ce n'est qu'à la fin du XVIIIe siècle que les Juifs obtiennent l'égalité civique municipale. Une partie de la rue Strzałkowska est réservée aux familles juives désirant s'installer en ville. Les Juifs s'implantent aussi à Bugaj qui à l'époque appartient à Radomsko.
L'établissement d'un cimetière juif en ville est autorisé en 1816, et en 1822, un comité religieux est créé pour percevoir des impôts pour engager du personnel religieux. 
En 1827, 369 Juifs vivent à Radomsko, et en 1834, une communauté juive (Kehila) indépendante est fondée, séparée de la communauté de Przedbórz. Le rabbin Shlomo Ha-Kohen Rabinowicz de Włoszczowa, fonde sa propre cour hassidique à Radomsko en 1843. Dès lors, Radomsko devient un important centre du mouvement hassidique et la cour hassidique de Radomsko est une des trois plus importantes du territoire polonais, après celle de Aleksandrów Łódzki et celle de Góra Kalwaria. Après l'ouverture en 1846 de la ligne de chemin de fer de Vienne à Varsovie, la communauté va se développer rapidement. En 1857 il y a 1 162 Juifs vivant à Radomsko représentant environ 39 % de la population de la ville. En 1897, le recensement donne 5 054 Juifs habitant la ville, représentant 43 % de la population totale de la ville. Une nouvelle synagogue est construite en 1902.
La communauté juive de Radomsko est relativement aisée. Les Juifs travaillent principalement dans la menuiserie, le tissage et le négoce du bois et des grains. Des Juifs locaux possèdent des usines, des hôtels et restaurants qui emploient en tout plus de 500 de leurs coreligionnaires. Parmi les entreprises les plus florissantes, celle de Szaja Ruzewicz qui possède une usine de laine artificielle, ou plutôt de fils de laine usagée, utilisés pour tisser des produits peu chers en laine mélangée. L'usine située rue Kaliska (maintenant rue Reymonta), emploie en 1885 125 ouvriers. Une autre usine détenue par un Juif est celle de Moryc Lewkowicz qui produit des meubles tapissés et des lits pliants, et qui emploie 50 ouvriers en 1910. 
Dans la seconde moitié du XIXe siècle, le rabbin est Shlomo ha-Kohen Rabinowicz qui exercera jusqu'à sa mort en 1866. Son successeur, Meir ha-Kohen, sera suivi par Mosze Lewkowicz. 
Dans la période 1905-1907, à la suite de la révolution russe de 1905, les Juifs adhèrent à des partis ouvriers juifs comme le Po'alei Zion sioniste ou le Bund, de tendance socialiste, voire au parti communiste polonais. En 1906, les Juifs de Radomsko s'organisent en unités d'autodéfense contre les pogroms. 
Pendant la Première Guerre mondiale, les Juifs de Radomsko souffrent de la dépression économique, aggravée par les pillages effectués par les soldats russes.

### La communauté juive dans l'entre-deux-guerres
En 1919, après l'indépendance de la Pologne, des tentatives de pogroms échouent, déjouées par les organisations juives d'autodéfense. En 1923, 7 774 Juifs vivent à Radomsko, ce qui représente 41,5 % de la population totale. Après la Première Guerre mondiale, la situation économique de la communauté juive se détériore même si pendant cette période de l'entre-deux-guerres, le nombre de travailleurs juifs double dans les grandes entreprises de meubles, de tissage, de produits métalliques et l'imprimerie. 
Malgré la récession, la ville possède deux synagogues, deux écoles talmudiques, une école privée en langue hébraïque, un collège juif ouvert en 1926, deux clubs de sport Ha-Po'el et Ha-Ko'aḥ, une bibliothèque au nom de Shalom Aleichem , ainsi qu'une banque coopérative. En 1922, le marchand et représentant de l'Association des nationalistes juifs, Rubin Najkron, est membre du conseil municipal de la ville. Pendant quatre ans, le conseil municipal va avoir huit membres juifs. Bien que les sionistes soient les plus actifs, le conseil de la communauté juive est dominé par les membres du parti orthodoxe Agudat. En 1939, la communauté juive de Radomsko compte environ 10 000 membres.
Mouvements de jeunesse et clubs sportifs

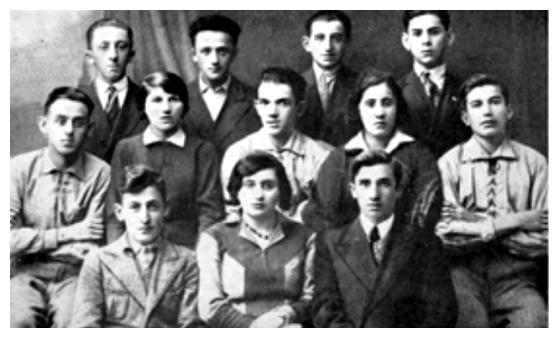
Mouvement Freiheit
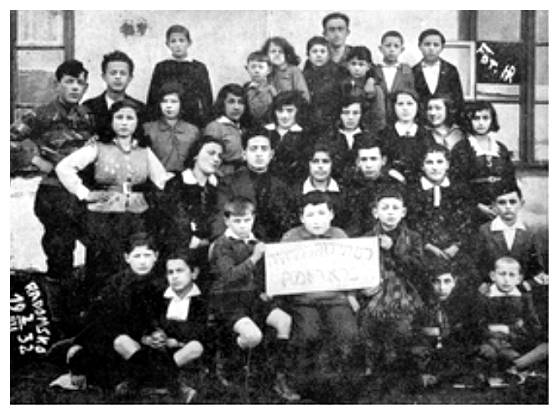
Mouvement de jeunesse Gordonia
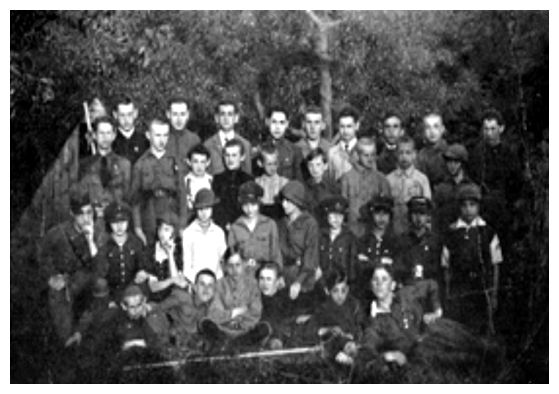
Hashomer Hatzair en 1921
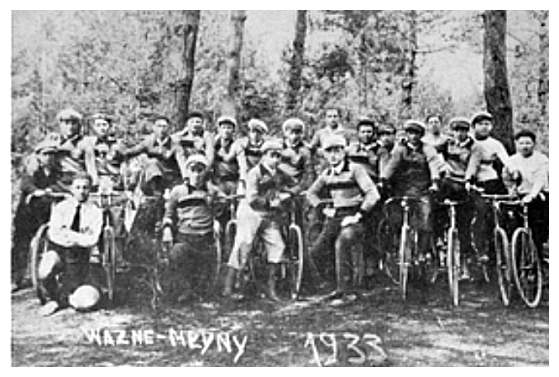
Club Hapoel, section cyclisme
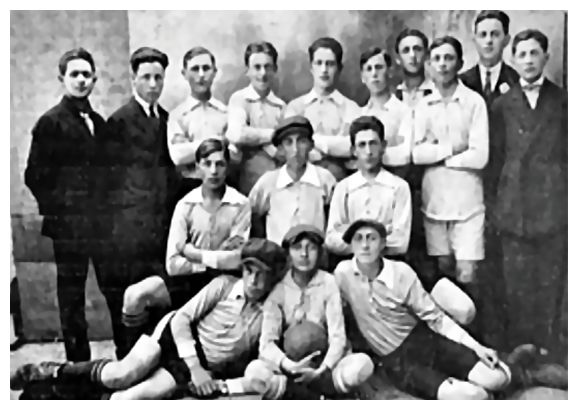
Club Maccabi, section football

### La Seconde Guerre mondiale et la fin de la communauté juive
Radomsko est occupé par les Allemands le 3 septembre 1939. Radomsko est immédiatement intégré au district de Radom du Gouvernement général de Pologne. En quelques jours, la communauté juive subit une répression sanglante. Le 12 septembre 1939, lors du "jeudi sanglant", les officiers allemands regroupent environ 1 000 hommes juifs qu'ils harcèlent et frappent sauvagement parfois jusqu'à la mort. Le Judenrat créé sur ordre des Allemands, et ayant à sa tête Mosze Berger, puis Wiktor Gutsstadt à partir de mai 1941, doit fournir chaque jour une liste de jeunes Juifs en bonne santé pour le travail forcé. Ceux-ci sont envoyés dans des camps de travail forcé, principalement dans la région de Poznań.
Le 20 décembre 1939, le quartier juif est fermé, devenant un des premiers ghettos de Pologne à être établis. Environ 18 000 Juifs de Radomsko et des environs sont enfermés dans le ghetto. Malgré les menaces de mort, de nombreux Juifs quittent le ghetto à la recherche de nourriture. Les conditions sanitaires dans le ghetto sont déplorables. La faim est omniprésente. Le Judenrat ouvre des cantines pour les pauvres pour tenter de soulager la misère.. 

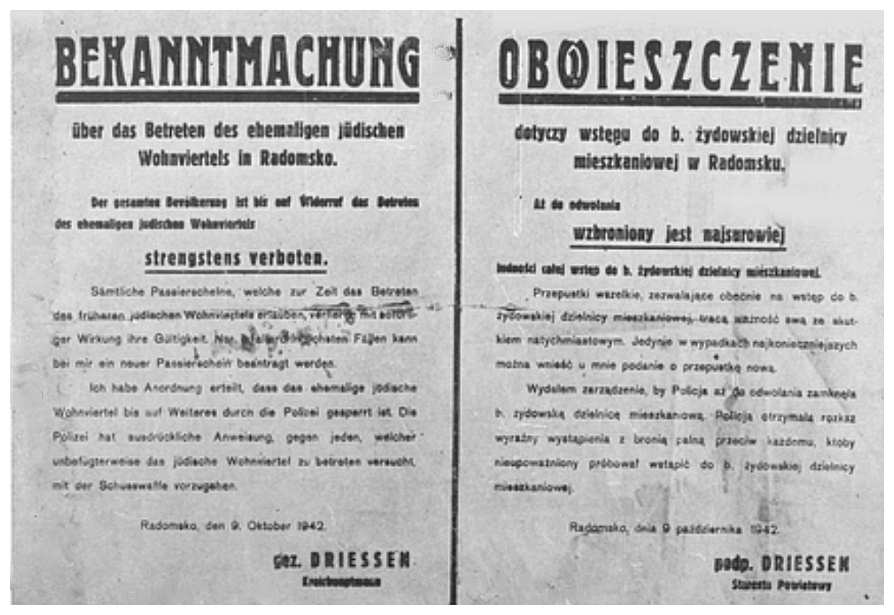
Interdiction aux Aryens d'entrer dans le ghetto (9 octobre 1942)
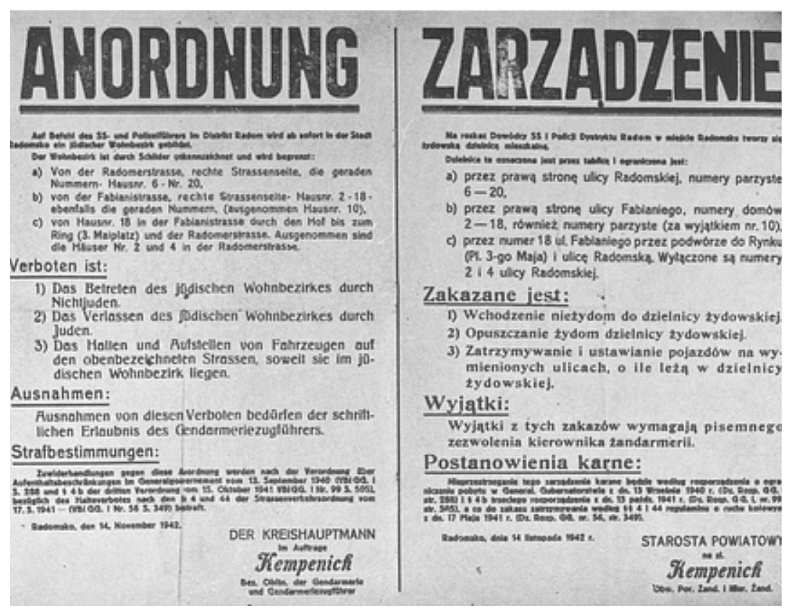
Décret du 25 novembre 1942 sur la création du petit ghetto
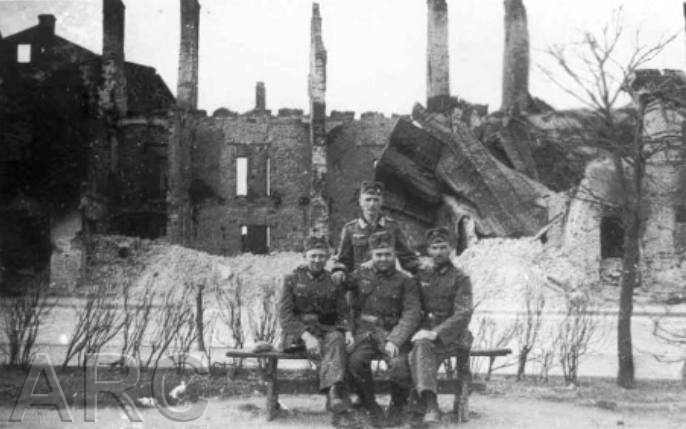
Soldats allemands dans le ghetto
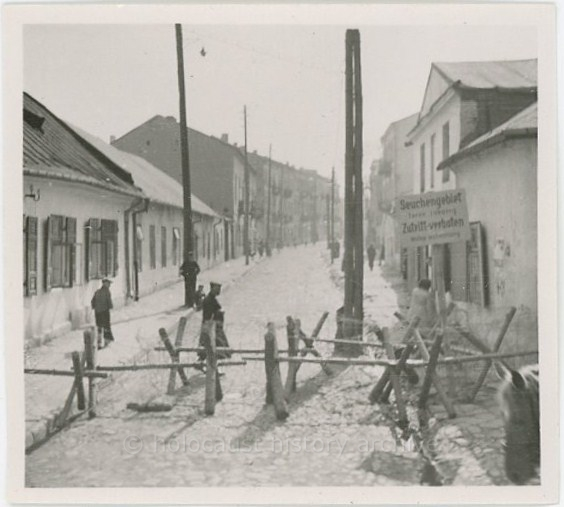
L'entrée du ghetto

En mars 1940 et janvier 1941, deux épidémies de typhus déciment la population du ghetto. Le docteur Mieczysław Sachs de Varsovie est appelé en renfort pour aider le médecin local, le docteur Hirsz Aba Rozewicz. Un hôpital de 100 lits voit le jour, équipé par des dons en provenance de Częstochowa. La majorité des patients seront exécutés en 1942 lors de la liquidation du ghetto. 
Dès l'installation du ghetto, des jeunes Juifs sont transportés vers des camps allemands de travail forcé: en juillet 1940, 400 jeunes sont envoyés dans des camps près de Lublin. En aout 1940, 200 Juifs sont envoyés à Płaszów. Plus tard 200 autres jeunes sont forcés de travailler dans les environs de Radomsko. 

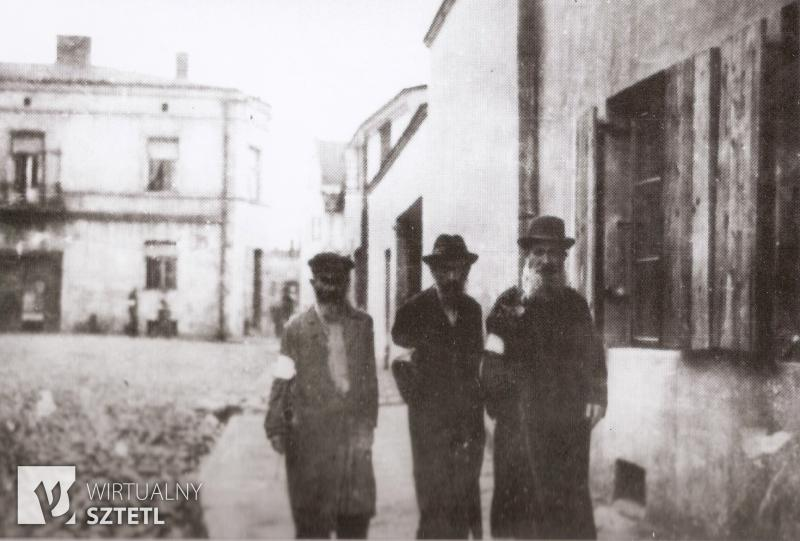
Juifs dans le ghetto
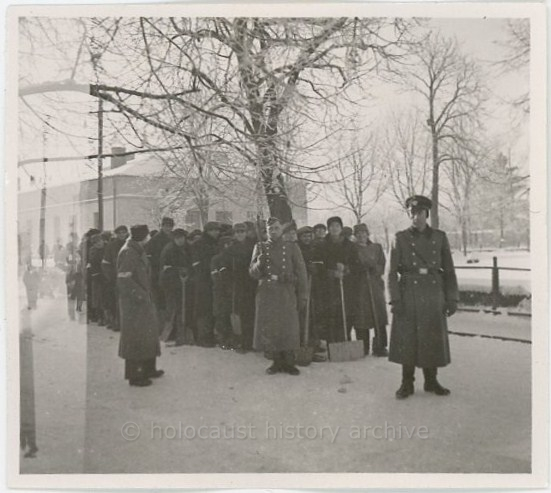
En route vers les travaux forcés
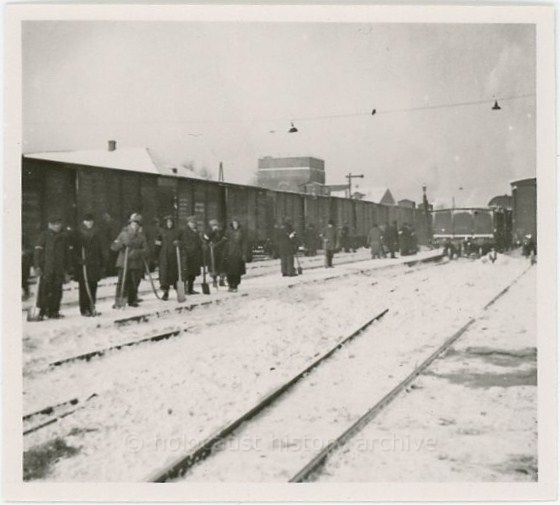
Travaux forcés de nettoyage des voies de chemin de fer
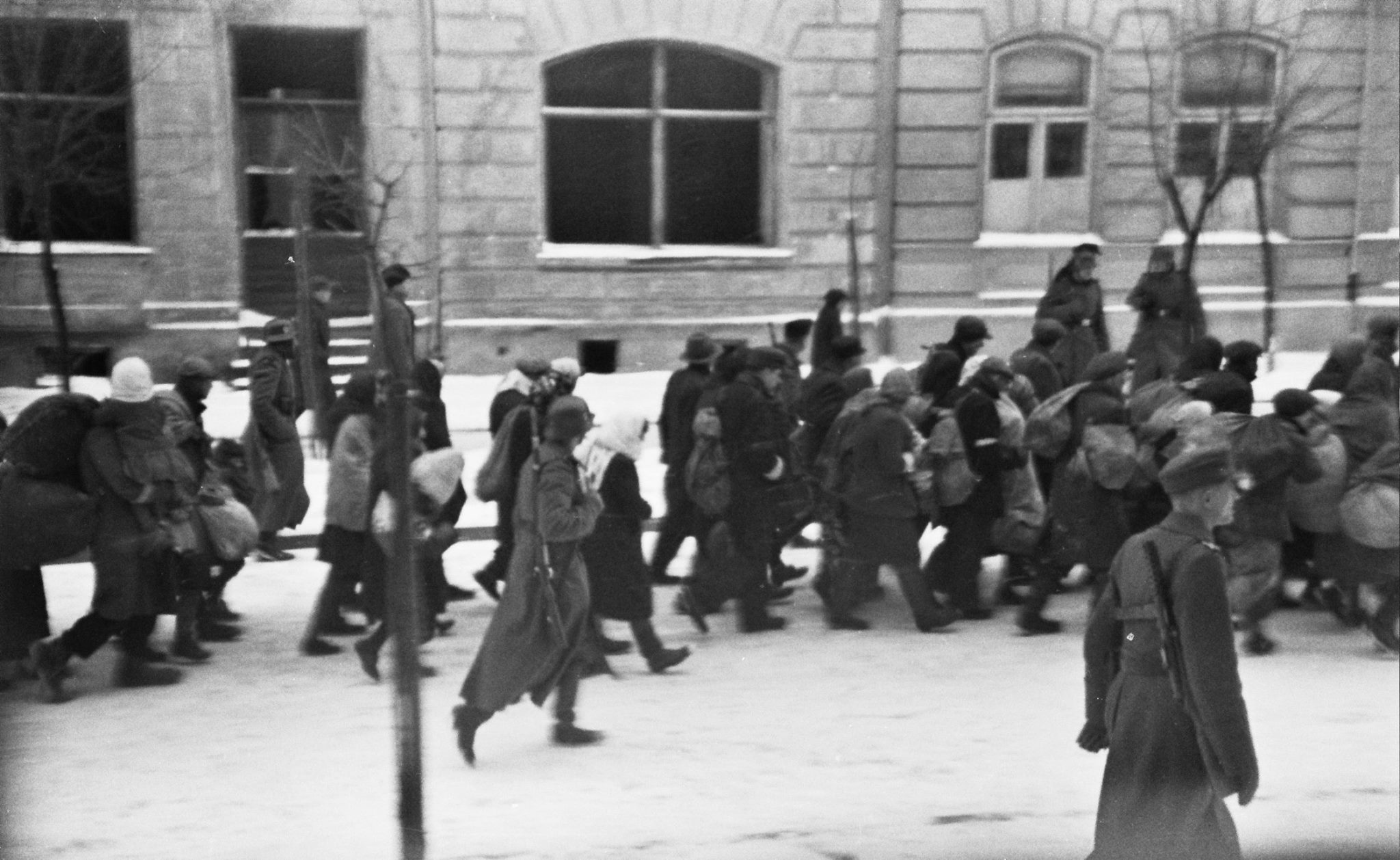
Déportation des Juifs de Radomsko vers Treblinka

En juin 1941, les autorités allemandes réduisent la taille du ghetto, aggravant encore les conditions de vie dans le ghetto.  
Le 9 octobre 1942 commence l'Aktion Reinhard de liquidation du ghetto. En trois jours, la majorité de ses occupants sont envoyés à la mort au camp d'extermination de Treblinka, tandis que 321 sont transportés dans un camp de travail à Skarżysko-Kamienna, où ils travaillent à la fabrication de munitions pour l'armée allemande, dans l'atelier A de l'usine HASAG. Un autre groupe d'environ 120 Juifs reste à Radomsko pour récupérer et trier tous les objets de valeur laissés par les anciens occupants du ghetto.
Lors des transferts certains Juifs arrivent à s'échapper et à rejoindre des groupes de résistants cachés dans les forêts voisines: Tuvia Borzykowski, né à Lodz, mais habitant Radomsko au moment du déclenchement de la guerre, s'échappe du ghetto et devient l'un des dirigeants de la Żydowska Organizacja Bojowa (Organisation juive de combat) dans le ghetto de Varsovie. Un des rares survivants des combattants du ghetto, il rejoint après la résistance polonaise pour continuer son combat contre les Allemands. Après la guerre, il émigre en Israël. Les trois frères Sabatowsk, Ḥayyim, Mordekhai et Herzke vont se battre dans une unité de guérilla dans la forêt autour de Konskie. Ils sont assassinés par des nationalistes polonais antisémites. Rosa Szapiro réussit à passer en Yougoslavie et à rejoindre la résistance titiste.  
Combattants du ghetto 

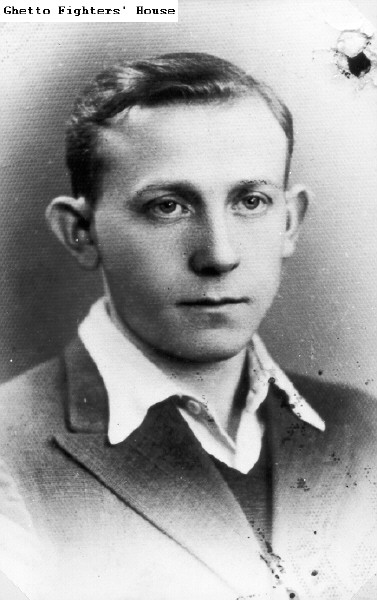
Tuvia Buzikovski en 1940
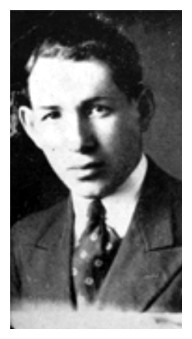
Haïm, un des frères Sabatowski
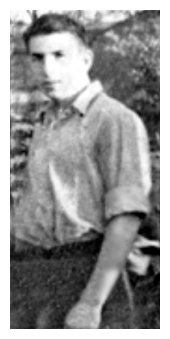
Herszke, un des frères Sabatowski
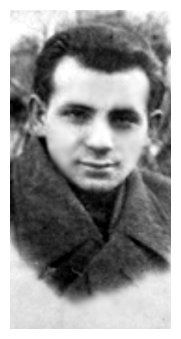
Mordechaï, un des frères Sabatowski

Au début de novembre 1942, le ghetto est de nouveau rempli par l'arrivée de prisonniers juifs originaires d'autres villes de Pologne et d'autres territoires sous domination allemande. Mais il ne sert que de camp de transit et le 6 janvier 1943, quelque 4 500 Juifs sont envoyés au camp d'extermination de Treblinka. 
Seuls environ 300 membres de la communauté juive d'avant-guerre de Radomsko survivent à la Shoah. En 1945, quelques-uns de ces survivants, dont Josef Krause, sont assassinés par des Polonais, entrainant l'émigration précipitée de la plupart des survivants. Et en 1947, Radomsko ne compte plus que trois familles juives, survivantes de la Shoah.  
Après la guerre, la communauté juive ne s'est pas reformée. La plupart des survivants ont émigré en Israël, en Argentine, aux États-Unis, au Canada ou en France.

## Personnalités juives nées à Radomsko
- José Ber Gelbard (1917-1977), entrepreneur et homme politique argentin
- Shlomo Rabinowicz (1801-1866), premier rebbe de la dynastie hassidique de Radomsk
- Avraham Yissachar Dov Rabinowicz (1843-1892), second rebbe de la dynastie hassidique de Radomsk
- Yechezkel Rabinowicz (1862-1910), troisième rebbe de la dynastie hassidique de Radomsk
- Salomon Henoch Rabinowicz (1882-1942), quatrième et dernier rebbe de la dynastie hassidique de Radomsk, assassiné par les nazis.

## Évolution de la population juive
| Population juive à Radomsko, |                               |                 |                      |
| Année                        | Population totale de la ville | Nombre de Juifs | Pourcentage de Juifs |
| 1827                         | 1 792                         | 369             | 20,6 %               |
| 1857                         | 2 956                         | 1 162           | 39,3 %               |
| 1871                         | 4 385                         | 2 347           | 53,5 %               |
| 1878                         | 6 467                         | 3 105           | 48,0 %               |
| 1890                         | 8 832                         | 4 271           | 48,4 %               |
| 1897                         | 11 767                        | 5 054           | 43,0 %               |
| 1910                         | 14 404                        | 6 243           | 43,3 %               |
| 1921                         | 18 732                        | 7 774           | 41,5 %               |
| 1931                         | 23 456                        | ~ 8 100         | ~ 34,5 %             |
| 1935                         | ~ 22 500                      | 12 371          | ~ 55,0 %             |
| 1939                         | ~ 25 000                      | ~ 9 000         | ~ 36,0 %             |